# Монтесилвано
Монтесилвано (итал. Montesilvano) град је у Италији у регији Абруцо. Према процени из 2010. у граду је живело 51.565 становника.

## Географија
| Клима (Монтесилвано)     | Клима (Монтесилвано) | Клима (Монтесилвано) | Клима (Монтесилвано) | Клима (Монтесилвано) | Клима (Монтесилвано) | Клима (Монтесилвано) | Клима (Монтесилвано) | Клима (Монтесилвано) | Клима (Монтесилвано) | Клима (Монтесилвано) | Клима (Монтесилвано) | Клима (Монтесилвано) | Клима (Монтесилвано) |
| Показатељ \ Месец        | .Јан.                | .Феб.                | .Мар.                | .Апр.                | .Мај.                | .Јун.                | .Јул.                | .Авг.                | .Сеп.                | .Окт.                | .Нов.                | .Дец.                | .Год.                |
| ------------------------ | -------------------- | -------------------- | -------------------- | -------------------- | -------------------- | -------------------- | -------------------- | -------------------- | -------------------- | -------------------- | -------------------- | -------------------- | -------------------- |
| Средњи максимум, °C (°F) | 12,7 (54,9)          | 13,6 (56,5)          | 15,9 (60,6)          | 17,8 (64)            | 22,1 (71,8)          | 25,8 (78,4)          | 28,6 (83,5)          | 28,9 (84)            | 26,6 (79,9)          | 21,8 (71,2)          | 16,7 (62,1)          | 13,6 (56,5)          | 28,9 (84)            |
| Средњи минимум, °C (°F)  | 3,3 (37,9)           | 4,0 (39,2)           | 5,5 (41,9)           | 7,1 (44,8)           | 10,9 (51,6)          | 14,2 (57,6)          | 16,5 (61,7)          | 16,8 (62,2)          | 14,9 (58,8)          | 11,4 (52,5)          | 6,9 (44,4)           | 4,5 (40,1)           | 3,3 (37,9)           |
| [ тражи се извор ]       |                      |                      |                      |                      |                      |                      |                      |                      |                      |                      |                      |                      |                      |

## Становништво
Према резултатима пописа становништва 2011. у општини је живело 50.413 становника.
| 1931. | 1936. | 1951. | 1961.  | 1971.  | 1981.  | 1991.  | 2001.  | 2011.  |
| ----- | ----- | ----- | ------ | ------ | ------ | ------ | ------ | ------ |
| 5.433 | 5.909 | 7.387 | 10.420 | 18.265 | 29.240 | 35.153 | 40.700 | 50.413 |

## Партнерски градови
- Бендер
- Ређо ди Калабрија